# Natação artística no Campeonato Europeu de Esportes Aquáticos de 2021 - Rotina de destaque
A prova da rotina de destaque da natação artística no Campeonato Europeu de Esportes Aquáticos de 2021 ocorreu nos dias 15 de maio na Arena Danúbio, em Budapeste na Hungria.

## Calendário
| Fase  | Data       | Hora  |
| ----- | ---------- | ----- |
| Final | 15 de maio | 09:00 |

Todos os horários estão no horário local (UTC+1)

## Medalhistas
| Ouro | Prata | Bronze |
| Ucrânia · Maryna Aleksiiva · Vladyslava Aleksiiva · Marta Fiedina · Veronika Hryshko · Anna Nosova · Kateryna Reznik · Anastasiya Savchuk · Alina Shynkarenko · Kseniya Sydorenko · Yelyzaveta Yakhno | Bielorrússia · Vera Butsel · Marharyta Kiryliuk · Hanna Koutsun · Yana Kudzina · Kseniya Kuliashova · Anastasiya Navasiolava · Valeryia Puz · Anastasiya Suvalava · Kseniya Tratseuskaya · Aliaksandra Vysotskaya | Hungria · Niké Barta · Katalin Csilling · Linda Farkas · Boglárka Gács · Lilien Götz · Hanna Hatala · Szabina Hungler · Adelin Regényi · Luca Rényi · Anna Viktória Szabó |

## Final
Esse foi o resultado da final.
| Pos.              | Nacionalidade | Nadadoras | Pontos  |
| ----------------- | ------------- | --- | ------- |
| Medalha de ouro   | Ucrânia       | Maryna Aleksiiva Vladyslava Aleksiiva Marta Fiedina Veronika Hryshko Anna Nosova Kateryna Reznik Anastasiya Savchuk Alina Shynkarenko Kseniya Sydorenko Yelyzaveta Yakhno        | 95.3000 |
| Medalha de prata  | Bielorrússia  | Vera Butsel Marharyta Kiryliuk Hanna Koutsun Yana Kudzina Kseniya Kuliashova Anastasiya Navasiolava Valeryia Puz Anastasiya Suvalava Kseniya Tratseuskaya Aliaksandra Vysotskaya | 86.5667 |
| Medalha de bronze | Hungria       | Niké Barta Katalin Csilling Linda Farkas Boglárka Gács Lilien Götz Hanna Hatala Szabina Hungler Adelin Regényi Luca Rényi Anna Viktória Szabó                                    | 79.1000 |